# 西河郡 (曹魏)
西河郡，三國魏黃初三年（222年）割太原郡茲氏等縣復置西河郡，領漢代西河郡南部故地，郡治茲氏縣（今山西省汾陽市），領茲氏（郡治，今山西汾陽市）、界休（今山西介休市東）、中陽（今山西孝義市）、離石（今山西呂梁市離石區）4縣。
西晉時改茲氏為隰城。咸寧三年（277年）置西河國，封陳王司馬斌為西河王。
胡漢時廢中陽縣，隸屬幽州。胡漢滅亡後，為鮮卑拓跋部所據，後趙趙王石勒三年（321年）自鮮卑拓跋部取得西河郡故地，在此地設置永石郡，領離石（郡治，今山西呂梁市離石區）、隰城（今山西汾陽市）、界休（今山西介休市東）3縣。前秦復改為西河郡。北魏置西河郡，治隰城（今山西省汾陽市），屬介州。隋因之。唐時，以西河郡置汾州。天宝元年（742年），改汾州为西河郡。下辖隰城县、孝义县、介休县、平遥县、灵石县，乾元元年（758年），复西河郡为汾州。
唐朝西河郡太守
- 陆璪（745年）
- 杜希望（746年之前）
- 李巨（746年）
- 萧恕（天宝年间）
- 刘寂（750年之前）
- 长孙勖（天宝年间）
- 萧晋（至德年间）[6]